# Sörsjön (Frostvikens socken, Jämtland)
Sörsjön är en sjö i Strömsunds kommun i Jämtland och ingår i Ångermanälvens huvudavrinningsområde. Sjön har en area på 0,648 kvadratkilometer och ligger 386,2 meter över havet. Sjön avvattnas av vattendraget Sågbäcken.

## Delavrinningsområde
Sörsjön ingår i det delavrinningsområde (715867-147682) som SMHI kallar för Utloppet av Sörsjön. Medelhöjden är 428 meter över havet och ytan är 3,92 kvadratkilometer. Räknas de 8 avrinningsområdena uppströms in blir den ackumulerade arean 40,88 kvadratkilometer. Sågbäcken som avvattnar avrinningsområdet har biflödesordning 4, vilket innebär att vattnet flödar genom totalt 4 vattendrag innan det når havet efter 256 kilometer. Avrinningsområdet består mestadels av skog (80 procent). Avrinningsområdet har 0,63 kvadratkilometer vattenytor vilket ger det en sjöprocent på 16,3 procent.